# Rampouch

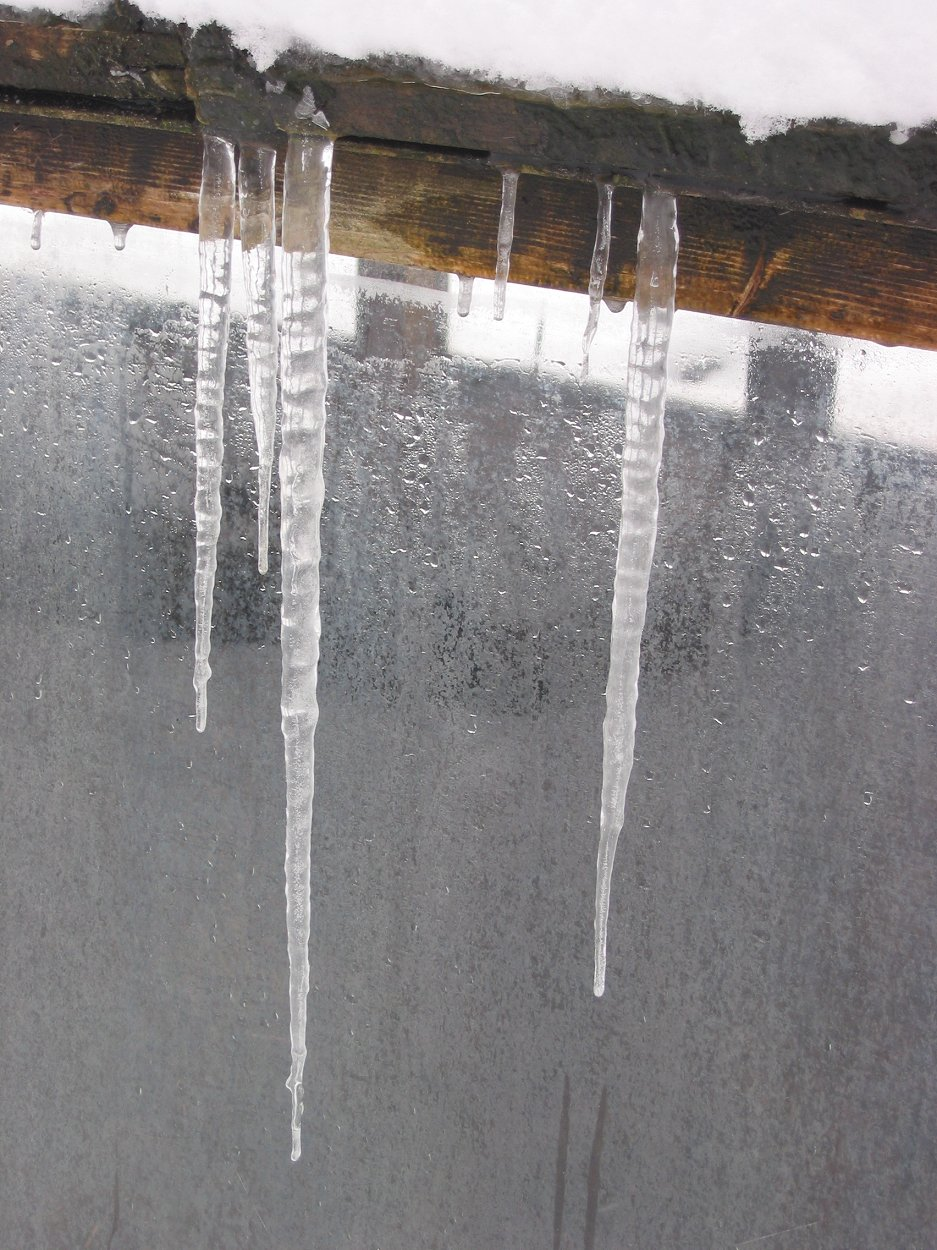
rampouchy

Rampouch, řidčeji též střechýl nebo střempel, je druh ledového tělesa, které vzniká postupným zamrzáním kapek vody, které tak vytvářejí tvar připomínající krápník. Nejčastěji má kvůli gravitaci svislý směr shora dolů, v případě silného větru může být jeho tvar poznamenán směrem vanoucího větru.
Vyskytuje se zpravidla na okapech, stromech, balkonech, skalách, tedy na místech, kde stéká voda. Může mít různou délku od několika milimetrů až po několik metrů (v extrémních případech až několik desítek metrů) v závislosti na množství vody, rozměrech, tvaru a sklonu místa, kde se tvoří.
V době tání mohou být padající rampouchy nebezpečné osobám stojícím například pod okrajem střechy apod.

## Galerie

několikamilimetrový rampouch visící ze stromu

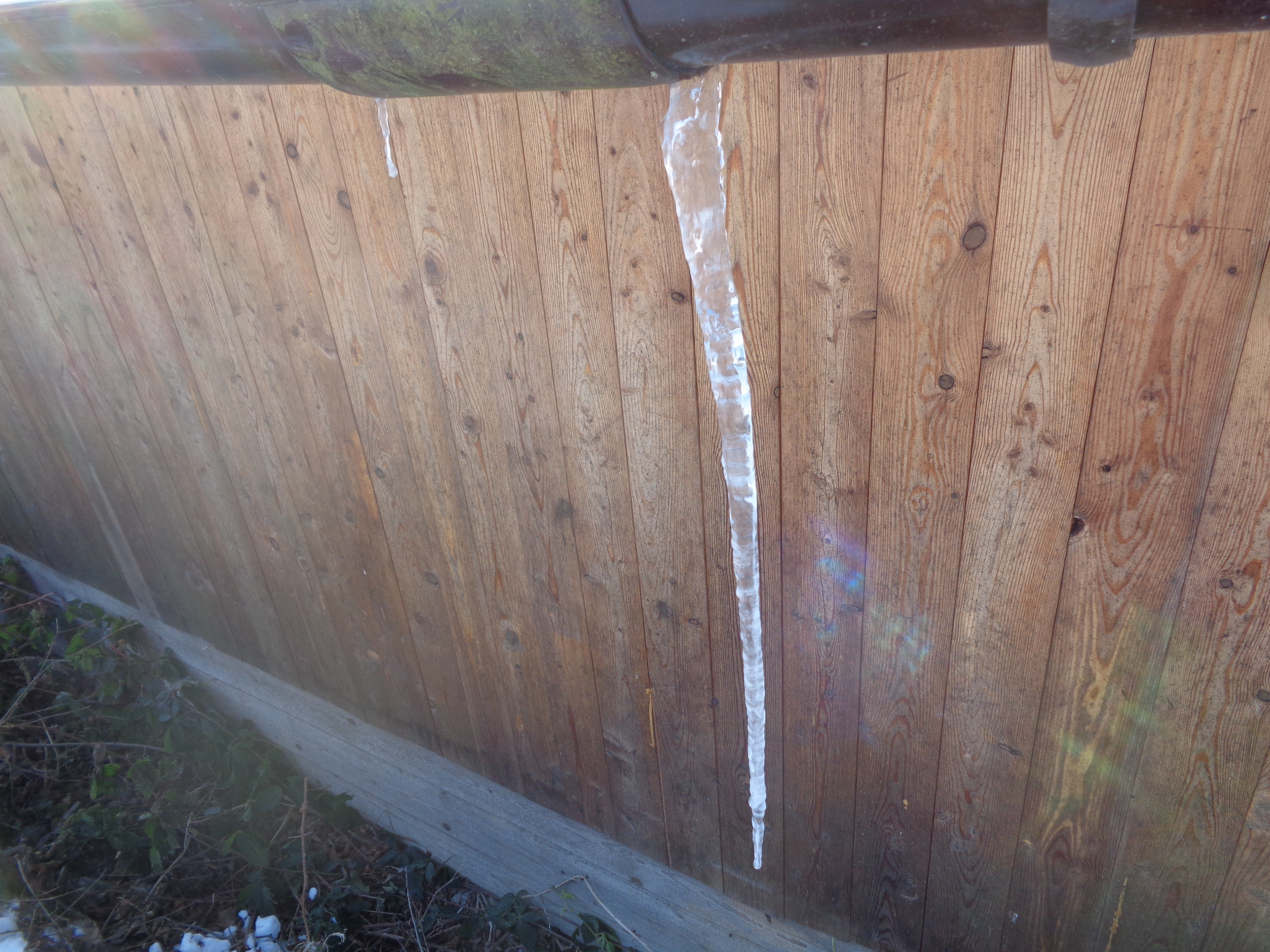
40centimetrový rampouch pod okapem
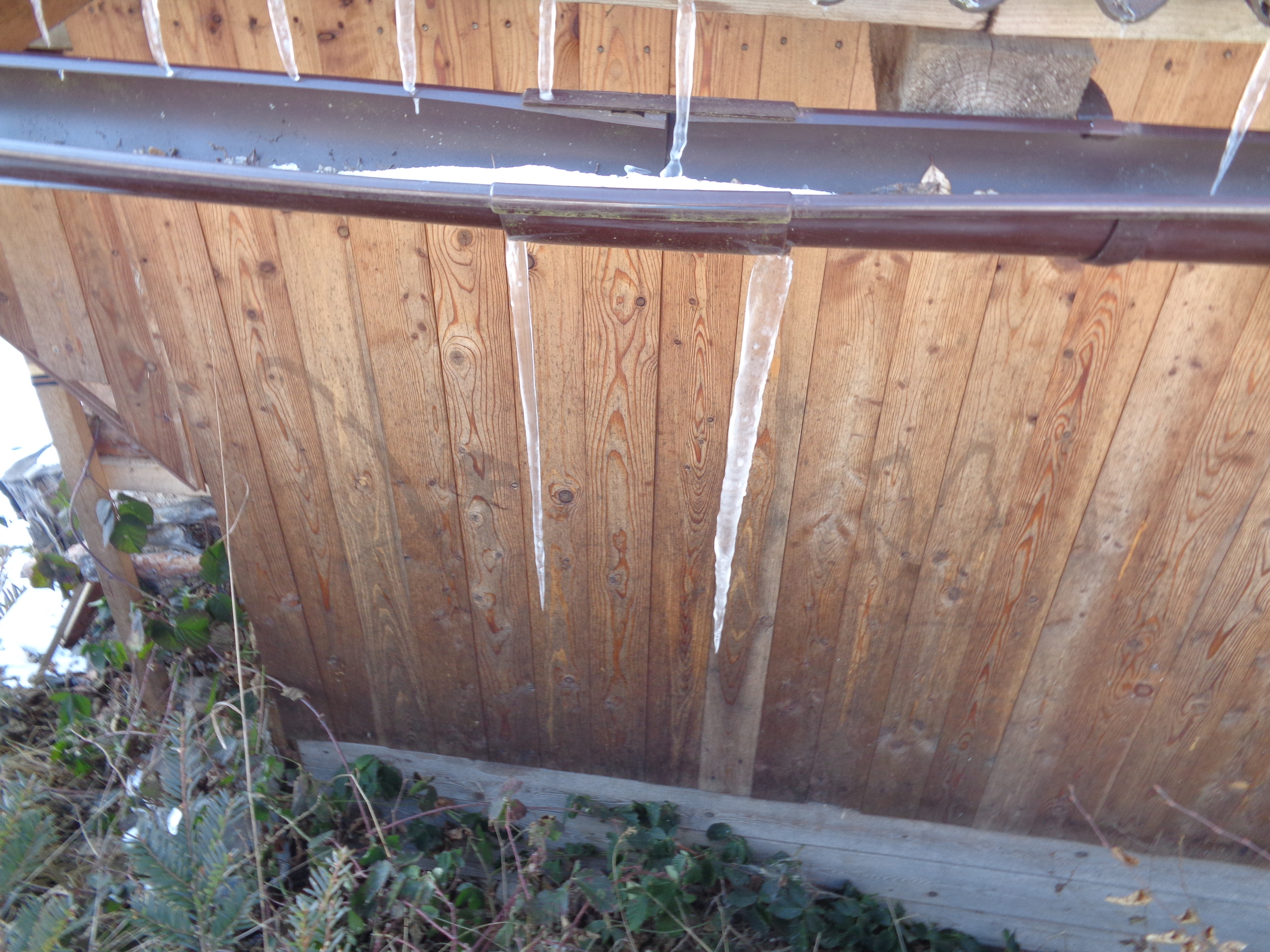
2 menší 30centimetrové rampouchy visící pod okapem
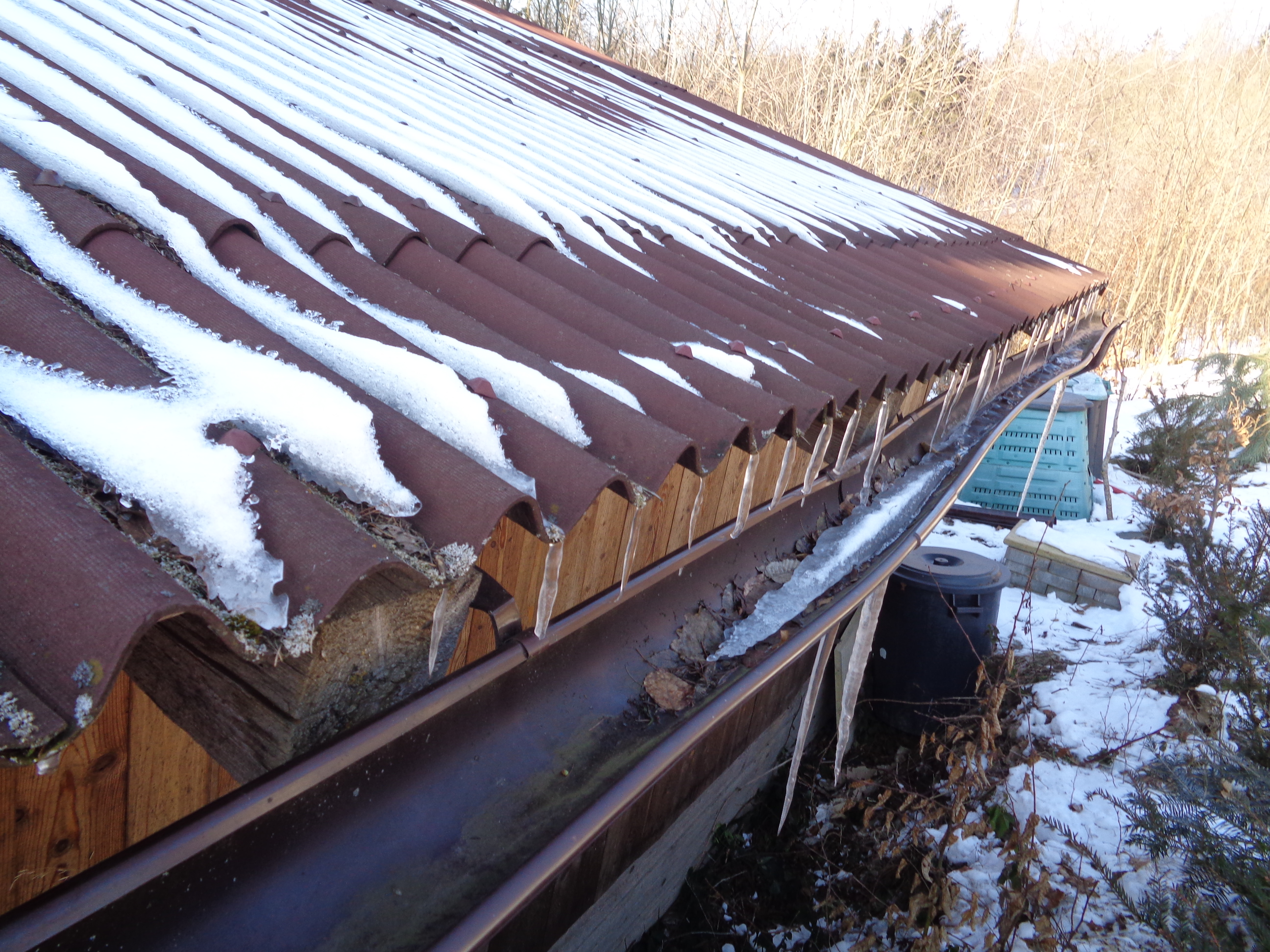
Mnoho rampouchů visících nad okapem